# Schackmatt
|  | Wiktionary har en ordboksartikel om schackmatt. |

Schackmatt, även kallat schack matt, schack och matt eller bara matt, är en ställning i schack som innebär att partiet tar slut, och den spelare som satte sin motståndare i schackmatt har vunnit. Att "sätta någon i matt" innebär att man attackerar motspelarens kung på ett sådant vis att motståndaren inte kan undkomma eller avstyra attacken, och det är detta som är ett schackpartis slutmål.

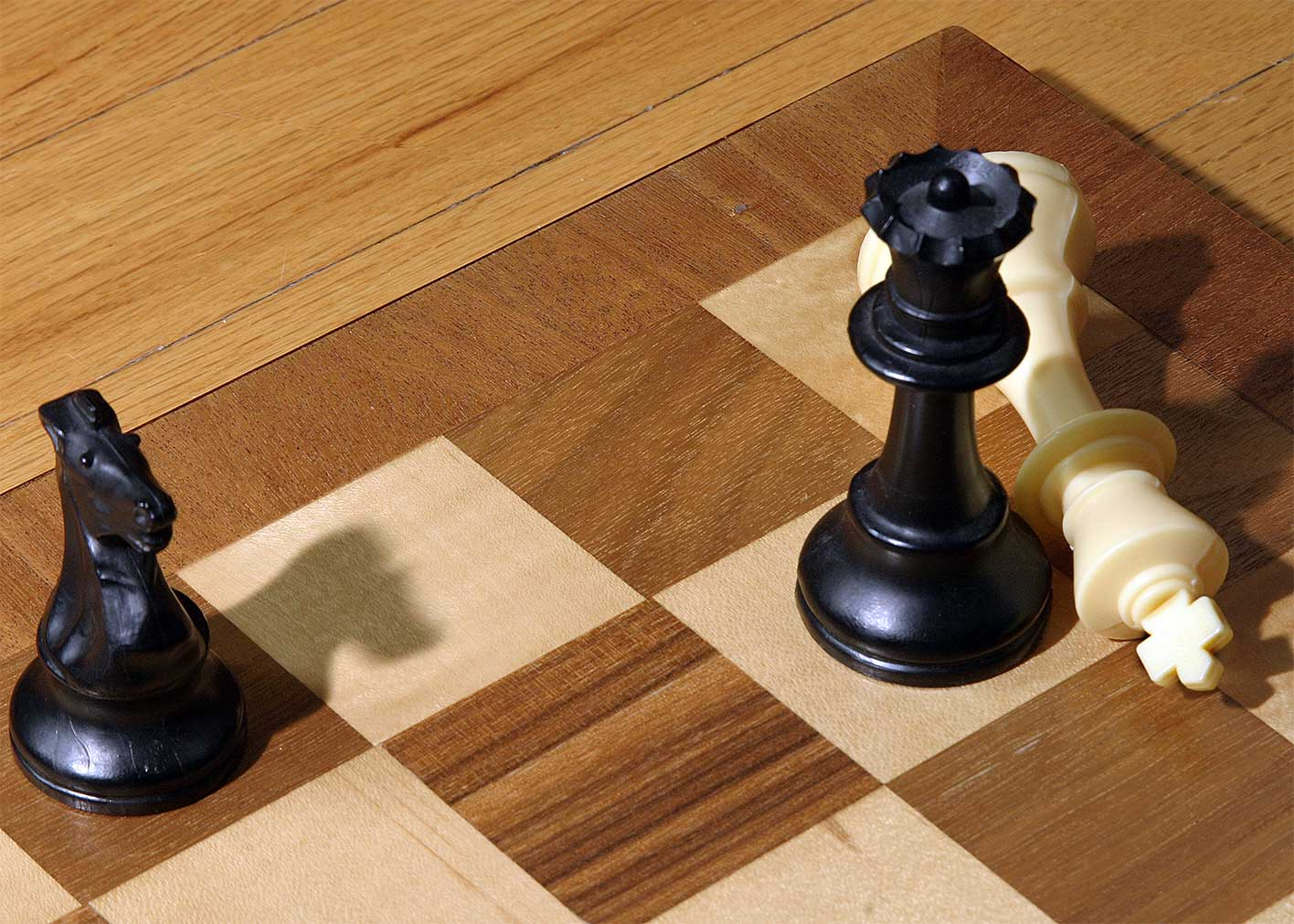
Schackmatt, där kungen är fälld enligt en vanlig föreställning. Normalt sker ingen fällning i tävlingsschack.

Man kan undkomma schack (och därmed schackmatt) om man kan göra något av följande:
- Man kan flytta kungen till en ruta där han ej längre är i schack
- Man kan slå ut den pjäs som schackar
- Man kan ställa någon pjäs mellan kungen och den pjäs som schackar, som bryter schacken

Går inget av detta att göra är man schackmatt.
Två exempel på tidig schackmatt i öppningsspelet är tokmatt och skolmatt. Plaskmatt och kvävmatt är några exempel på schackmatt i senare stadium.
Ordet kommer från persiskans Shah Mat, som ordagrant betyder "Kungen är överfallen (eller hjälplös, besegrad) från bakhåll". Det betyder inte ordagrant "kungen är död", vilket är en vanlig missuppfattning. En annan vanlig föreställning är att den förlorande parten "fäller sin kung" (se bild) men detta förekommer sällan eller aldrig i tävlingsschack.
|   | a                                                                                                | b                                                                                                | c                                                                                                | d                                                                                                | e                                                                                                | f                                                                                                | g                                                                                                | h                                                                                                |   |
| 8 | g8 svart torn · h8 svart kung · f7 vit springare · g7 svart bonde · h7 svart bonde · e1 vit kung | g8 svart torn · h8 svart kung · f7 vit springare · g7 svart bonde · h7 svart bonde · e1 vit kung | g8 svart torn · h8 svart kung · f7 vit springare · g7 svart bonde · h7 svart bonde · e1 vit kung | g8 svart torn · h8 svart kung · f7 vit springare · g7 svart bonde · h7 svart bonde · e1 vit kung | g8 svart torn · h8 svart kung · f7 vit springare · g7 svart bonde · h7 svart bonde · e1 vit kung | g8 svart torn · h8 svart kung · f7 vit springare · g7 svart bonde · h7 svart bonde · e1 vit kung | g8 svart torn · h8 svart kung · f7 vit springare · g7 svart bonde · h7 svart bonde · e1 vit kung | g8 svart torn · h8 svart kung · f7 vit springare · g7 svart bonde · h7 svart bonde · e1 vit kung | 8 |
| 7 | g8 svart torn · h8 svart kung · f7 vit springare · g7 svart bonde · h7 svart bonde · e1 vit kung | g8 svart torn · h8 svart kung · f7 vit springare · g7 svart bonde · h7 svart bonde · e1 vit kung | g8 svart torn · h8 svart kung · f7 vit springare · g7 svart bonde · h7 svart bonde · e1 vit kung | g8 svart torn · h8 svart kung · f7 vit springare · g7 svart bonde · h7 svart bonde · e1 vit kung | g8 svart torn · h8 svart kung · f7 vit springare · g7 svart bonde · h7 svart bonde · e1 vit kung | g8 svart torn · h8 svart kung · f7 vit springare · g7 svart bonde · h7 svart bonde · e1 vit kung | g8 svart torn · h8 svart kung · f7 vit springare · g7 svart bonde · h7 svart bonde · e1 vit kung | g8 svart torn · h8 svart kung · f7 vit springare · g7 svart bonde · h7 svart bonde · e1 vit kung | 7 |
| 6 | g8 svart torn · h8 svart kung · f7 vit springare · g7 svart bonde · h7 svart bonde · e1 vit kung | g8 svart torn · h8 svart kung · f7 vit springare · g7 svart bonde · h7 svart bonde · e1 vit kung | g8 svart torn · h8 svart kung · f7 vit springare · g7 svart bonde · h7 svart bonde · e1 vit kung | g8 svart torn · h8 svart kung · f7 vit springare · g7 svart bonde · h7 svart bonde · e1 vit kung | g8 svart torn · h8 svart kung · f7 vit springare · g7 svart bonde · h7 svart bonde · e1 vit kung | g8 svart torn · h8 svart kung · f7 vit springare · g7 svart bonde · h7 svart bonde · e1 vit kung | g8 svart torn · h8 svart kung · f7 vit springare · g7 svart bonde · h7 svart bonde · e1 vit kung | g8 svart torn · h8 svart kung · f7 vit springare · g7 svart bonde · h7 svart bonde · e1 vit kung | 6 |
| 5 | g8 svart torn · h8 svart kung · f7 vit springare · g7 svart bonde · h7 svart bonde · e1 vit kung | g8 svart torn · h8 svart kung · f7 vit springare · g7 svart bonde · h7 svart bonde · e1 vit kung | g8 svart torn · h8 svart kung · f7 vit springare · g7 svart bonde · h7 svart bonde · e1 vit kung | g8 svart torn · h8 svart kung · f7 vit springare · g7 svart bonde · h7 svart bonde · e1 vit kung | g8 svart torn · h8 svart kung · f7 vit springare · g7 svart bonde · h7 svart bonde · e1 vit kung | g8 svart torn · h8 svart kung · f7 vit springare · g7 svart bonde · h7 svart bonde · e1 vit kung | g8 svart torn · h8 svart kung · f7 vit springare · g7 svart bonde · h7 svart bonde · e1 vit kung | g8 svart torn · h8 svart kung · f7 vit springare · g7 svart bonde · h7 svart bonde · e1 vit kung | 5 |
| 4 | g8 svart torn · h8 svart kung · f7 vit springare · g7 svart bonde · h7 svart bonde · e1 vit kung | g8 svart torn · h8 svart kung · f7 vit springare · g7 svart bonde · h7 svart bonde · e1 vit kung | g8 svart torn · h8 svart kung · f7 vit springare · g7 svart bonde · h7 svart bonde · e1 vit kung | g8 svart torn · h8 svart kung · f7 vit springare · g7 svart bonde · h7 svart bonde · e1 vit kung | g8 svart torn · h8 svart kung · f7 vit springare · g7 svart bonde · h7 svart bonde · e1 vit kung | g8 svart torn · h8 svart kung · f7 vit springare · g7 svart bonde · h7 svart bonde · e1 vit kung | g8 svart torn · h8 svart kung · f7 vit springare · g7 svart bonde · h7 svart bonde · e1 vit kung | g8 svart torn · h8 svart kung · f7 vit springare · g7 svart bonde · h7 svart bonde · e1 vit kung | 4 |
| 3 | g8 svart torn · h8 svart kung · f7 vit springare · g7 svart bonde · h7 svart bonde · e1 vit kung | g8 svart torn · h8 svart kung · f7 vit springare · g7 svart bonde · h7 svart bonde · e1 vit kung | g8 svart torn · h8 svart kung · f7 vit springare · g7 svart bonde · h7 svart bonde · e1 vit kung | g8 svart torn · h8 svart kung · f7 vit springare · g7 svart bonde · h7 svart bonde · e1 vit kung | g8 svart torn · h8 svart kung · f7 vit springare · g7 svart bonde · h7 svart bonde · e1 vit kung | g8 svart torn · h8 svart kung · f7 vit springare · g7 svart bonde · h7 svart bonde · e1 vit kung | g8 svart torn · h8 svart kung · f7 vit springare · g7 svart bonde · h7 svart bonde · e1 vit kung | g8 svart torn · h8 svart kung · f7 vit springare · g7 svart bonde · h7 svart bonde · e1 vit kung | 3 |
| 2 | g8 svart torn · h8 svart kung · f7 vit springare · g7 svart bonde · h7 svart bonde · e1 vit kung | g8 svart torn · h8 svart kung · f7 vit springare · g7 svart bonde · h7 svart bonde · e1 vit kung | g8 svart torn · h8 svart kung · f7 vit springare · g7 svart bonde · h7 svart bonde · e1 vit kung | g8 svart torn · h8 svart kung · f7 vit springare · g7 svart bonde · h7 svart bonde · e1 vit kung | g8 svart torn · h8 svart kung · f7 vit springare · g7 svart bonde · h7 svart bonde · e1 vit kung | g8 svart torn · h8 svart kung · f7 vit springare · g7 svart bonde · h7 svart bonde · e1 vit kung | g8 svart torn · h8 svart kung · f7 vit springare · g7 svart bonde · h7 svart bonde · e1 vit kung | g8 svart torn · h8 svart kung · f7 vit springare · g7 svart bonde · h7 svart bonde · e1 vit kung | 2 |
| 1 | g8 svart torn · h8 svart kung · f7 vit springare · g7 svart bonde · h7 svart bonde · e1 vit kung | g8 svart torn · h8 svart kung · f7 vit springare · g7 svart bonde · h7 svart bonde · e1 vit kung | g8 svart torn · h8 svart kung · f7 vit springare · g7 svart bonde · h7 svart bonde · e1 vit kung | g8 svart torn · h8 svart kung · f7 vit springare · g7 svart bonde · h7 svart bonde · e1 vit kung | g8 svart torn · h8 svart kung · f7 vit springare · g7 svart bonde · h7 svart bonde · e1 vit kung | g8 svart torn · h8 svart kung · f7 vit springare · g7 svart bonde · h7 svart bonde · e1 vit kung | g8 svart torn · h8 svart kung · f7 vit springare · g7 svart bonde · h7 svart bonde · e1 vit kung | g8 svart torn · h8 svart kung · f7 vit springare · g7 svart bonde · h7 svart bonde · e1 vit kung | 1 |
|   | a                                                                                                | b                                                                                                | c                                                                                                | d                                                                                                | e                                                                                                | f                                                                                                | g                                                                                                | h                                                                                                |   |

|   | a                                                       | b                                                       | c                                                       | d                                                       | e                                                       | f                                                       | g                                                       | h                                                       |   |
| 8 | d8 svart kung · h8 vit torn · g7 vit torn · e1 vit kung | d8 svart kung · h8 vit torn · g7 vit torn · e1 vit kung | d8 svart kung · h8 vit torn · g7 vit torn · e1 vit kung | d8 svart kung · h8 vit torn · g7 vit torn · e1 vit kung | d8 svart kung · h8 vit torn · g7 vit torn · e1 vit kung | d8 svart kung · h8 vit torn · g7 vit torn · e1 vit kung | d8 svart kung · h8 vit torn · g7 vit torn · e1 vit kung | d8 svart kung · h8 vit torn · g7 vit torn · e1 vit kung | 8 |
| 7 | d8 svart kung · h8 vit torn · g7 vit torn · e1 vit kung | d8 svart kung · h8 vit torn · g7 vit torn · e1 vit kung | d8 svart kung · h8 vit torn · g7 vit torn · e1 vit kung | d8 svart kung · h8 vit torn · g7 vit torn · e1 vit kung | d8 svart kung · h8 vit torn · g7 vit torn · e1 vit kung | d8 svart kung · h8 vit torn · g7 vit torn · e1 vit kung | d8 svart kung · h8 vit torn · g7 vit torn · e1 vit kung | d8 svart kung · h8 vit torn · g7 vit torn · e1 vit kung | 7 |
| 6 | d8 svart kung · h8 vit torn · g7 vit torn · e1 vit kung | d8 svart kung · h8 vit torn · g7 vit torn · e1 vit kung | d8 svart kung · h8 vit torn · g7 vit torn · e1 vit kung | d8 svart kung · h8 vit torn · g7 vit torn · e1 vit kung | d8 svart kung · h8 vit torn · g7 vit torn · e1 vit kung | d8 svart kung · h8 vit torn · g7 vit torn · e1 vit kung | d8 svart kung · h8 vit torn · g7 vit torn · e1 vit kung | d8 svart kung · h8 vit torn · g7 vit torn · e1 vit kung | 6 |
| 5 | d8 svart kung · h8 vit torn · g7 vit torn · e1 vit kung | d8 svart kung · h8 vit torn · g7 vit torn · e1 vit kung | d8 svart kung · h8 vit torn · g7 vit torn · e1 vit kung | d8 svart kung · h8 vit torn · g7 vit torn · e1 vit kung | d8 svart kung · h8 vit torn · g7 vit torn · e1 vit kung | d8 svart kung · h8 vit torn · g7 vit torn · e1 vit kung | d8 svart kung · h8 vit torn · g7 vit torn · e1 vit kung | d8 svart kung · h8 vit torn · g7 vit torn · e1 vit kung | 5 |
| 4 | d8 svart kung · h8 vit torn · g7 vit torn · e1 vit kung | d8 svart kung · h8 vit torn · g7 vit torn · e1 vit kung | d8 svart kung · h8 vit torn · g7 vit torn · e1 vit kung | d8 svart kung · h8 vit torn · g7 vit torn · e1 vit kung | d8 svart kung · h8 vit torn · g7 vit torn · e1 vit kung | d8 svart kung · h8 vit torn · g7 vit torn · e1 vit kung | d8 svart kung · h8 vit torn · g7 vit torn · e1 vit kung | d8 svart kung · h8 vit torn · g7 vit torn · e1 vit kung | 4 |
| 3 | d8 svart kung · h8 vit torn · g7 vit torn · e1 vit kung | d8 svart kung · h8 vit torn · g7 vit torn · e1 vit kung | d8 svart kung · h8 vit torn · g7 vit torn · e1 vit kung | d8 svart kung · h8 vit torn · g7 vit torn · e1 vit kung | d8 svart kung · h8 vit torn · g7 vit torn · e1 vit kung | d8 svart kung · h8 vit torn · g7 vit torn · e1 vit kung | d8 svart kung · h8 vit torn · g7 vit torn · e1 vit kung | d8 svart kung · h8 vit torn · g7 vit torn · e1 vit kung | 3 |
| 2 | d8 svart kung · h8 vit torn · g7 vit torn · e1 vit kung | d8 svart kung · h8 vit torn · g7 vit torn · e1 vit kung | d8 svart kung · h8 vit torn · g7 vit torn · e1 vit kung | d8 svart kung · h8 vit torn · g7 vit torn · e1 vit kung | d8 svart kung · h8 vit torn · g7 vit torn · e1 vit kung | d8 svart kung · h8 vit torn · g7 vit torn · e1 vit kung | d8 svart kung · h8 vit torn · g7 vit torn · e1 vit kung | d8 svart kung · h8 vit torn · g7 vit torn · e1 vit kung | 2 |
| 1 | d8 svart kung · h8 vit torn · g7 vit torn · e1 vit kung | d8 svart kung · h8 vit torn · g7 vit torn · e1 vit kung | d8 svart kung · h8 vit torn · g7 vit torn · e1 vit kung | d8 svart kung · h8 vit torn · g7 vit torn · e1 vit kung | d8 svart kung · h8 vit torn · g7 vit torn · e1 vit kung | d8 svart kung · h8 vit torn · g7 vit torn · e1 vit kung | d8 svart kung · h8 vit torn · g7 vit torn · e1 vit kung | d8 svart kung · h8 vit torn · g7 vit torn · e1 vit kung | 1 |
|   | a                                                       | b                                                       | c                                                       | d                                                       | e                                                       | f                                                       | g                                                       | h                                                       |   |

|   | a                                                                         | b                                                                         | c                                                                         | d                                                                         | e                                                                         | f                                                                         | g                                                                         | h                                                                         |   |
| 8 | d8 svart kung · h8 vit torn · g7 vit torn · b5 svart löpare · e1 vit kung | d8 svart kung · h8 vit torn · g7 vit torn · b5 svart löpare · e1 vit kung | d8 svart kung · h8 vit torn · g7 vit torn · b5 svart löpare · e1 vit kung | d8 svart kung · h8 vit torn · g7 vit torn · b5 svart löpare · e1 vit kung | d8 svart kung · h8 vit torn · g7 vit torn · b5 svart löpare · e1 vit kung | d8 svart kung · h8 vit torn · g7 vit torn · b5 svart löpare · e1 vit kung | d8 svart kung · h8 vit torn · g7 vit torn · b5 svart löpare · e1 vit kung | d8 svart kung · h8 vit torn · g7 vit torn · b5 svart löpare · e1 vit kung | 8 |
| 7 | d8 svart kung · h8 vit torn · g7 vit torn · b5 svart löpare · e1 vit kung | d8 svart kung · h8 vit torn · g7 vit torn · b5 svart löpare · e1 vit kung | d8 svart kung · h8 vit torn · g7 vit torn · b5 svart löpare · e1 vit kung | d8 svart kung · h8 vit torn · g7 vit torn · b5 svart löpare · e1 vit kung | d8 svart kung · h8 vit torn · g7 vit torn · b5 svart löpare · e1 vit kung | d8 svart kung · h8 vit torn · g7 vit torn · b5 svart löpare · e1 vit kung | d8 svart kung · h8 vit torn · g7 vit torn · b5 svart löpare · e1 vit kung | d8 svart kung · h8 vit torn · g7 vit torn · b5 svart löpare · e1 vit kung | 7 |
| 6 | d8 svart kung · h8 vit torn · g7 vit torn · b5 svart löpare · e1 vit kung | d8 svart kung · h8 vit torn · g7 vit torn · b5 svart löpare · e1 vit kung | d8 svart kung · h8 vit torn · g7 vit torn · b5 svart löpare · e1 vit kung | d8 svart kung · h8 vit torn · g7 vit torn · b5 svart löpare · e1 vit kung | d8 svart kung · h8 vit torn · g7 vit torn · b5 svart löpare · e1 vit kung | d8 svart kung · h8 vit torn · g7 vit torn · b5 svart löpare · e1 vit kung | d8 svart kung · h8 vit torn · g7 vit torn · b5 svart löpare · e1 vit kung | d8 svart kung · h8 vit torn · g7 vit torn · b5 svart löpare · e1 vit kung | 6 |
| 5 | d8 svart kung · h8 vit torn · g7 vit torn · b5 svart löpare · e1 vit kung | d8 svart kung · h8 vit torn · g7 vit torn · b5 svart löpare · e1 vit kung | d8 svart kung · h8 vit torn · g7 vit torn · b5 svart löpare · e1 vit kung | d8 svart kung · h8 vit torn · g7 vit torn · b5 svart löpare · e1 vit kung | d8 svart kung · h8 vit torn · g7 vit torn · b5 svart löpare · e1 vit kung | d8 svart kung · h8 vit torn · g7 vit torn · b5 svart löpare · e1 vit kung | d8 svart kung · h8 vit torn · g7 vit torn · b5 svart löpare · e1 vit kung | d8 svart kung · h8 vit torn · g7 vit torn · b5 svart löpare · e1 vit kung | 5 |
| 4 | d8 svart kung · h8 vit torn · g7 vit torn · b5 svart löpare · e1 vit kung | d8 svart kung · h8 vit torn · g7 vit torn · b5 svart löpare · e1 vit kung | d8 svart kung · h8 vit torn · g7 vit torn · b5 svart löpare · e1 vit kung | d8 svart kung · h8 vit torn · g7 vit torn · b5 svart löpare · e1 vit kung | d8 svart kung · h8 vit torn · g7 vit torn · b5 svart löpare · e1 vit kung | d8 svart kung · h8 vit torn · g7 vit torn · b5 svart löpare · e1 vit kung | d8 svart kung · h8 vit torn · g7 vit torn · b5 svart löpare · e1 vit kung | d8 svart kung · h8 vit torn · g7 vit torn · b5 svart löpare · e1 vit kung | 4 |
| 3 | d8 svart kung · h8 vit torn · g7 vit torn · b5 svart löpare · e1 vit kung | d8 svart kung · h8 vit torn · g7 vit torn · b5 svart löpare · e1 vit kung | d8 svart kung · h8 vit torn · g7 vit torn · b5 svart löpare · e1 vit kung | d8 svart kung · h8 vit torn · g7 vit torn · b5 svart löpare · e1 vit kung | d8 svart kung · h8 vit torn · g7 vit torn · b5 svart löpare · e1 vit kung | d8 svart kung · h8 vit torn · g7 vit torn · b5 svart löpare · e1 vit kung | d8 svart kung · h8 vit torn · g7 vit torn · b5 svart löpare · e1 vit kung | d8 svart kung · h8 vit torn · g7 vit torn · b5 svart löpare · e1 vit kung | 3 |
| 2 | d8 svart kung · h8 vit torn · g7 vit torn · b5 svart löpare · e1 vit kung | d8 svart kung · h8 vit torn · g7 vit torn · b5 svart löpare · e1 vit kung | d8 svart kung · h8 vit torn · g7 vit torn · b5 svart löpare · e1 vit kung | d8 svart kung · h8 vit torn · g7 vit torn · b5 svart löpare · e1 vit kung | d8 svart kung · h8 vit torn · g7 vit torn · b5 svart löpare · e1 vit kung | d8 svart kung · h8 vit torn · g7 vit torn · b5 svart löpare · e1 vit kung | d8 svart kung · h8 vit torn · g7 vit torn · b5 svart löpare · e1 vit kung | d8 svart kung · h8 vit torn · g7 vit torn · b5 svart löpare · e1 vit kung | 2 |
| 1 | d8 svart kung · h8 vit torn · g7 vit torn · b5 svart löpare · e1 vit kung | d8 svart kung · h8 vit torn · g7 vit torn · b5 svart löpare · e1 vit kung | d8 svart kung · h8 vit torn · g7 vit torn · b5 svart löpare · e1 vit kung | d8 svart kung · h8 vit torn · g7 vit torn · b5 svart löpare · e1 vit kung | d8 svart kung · h8 vit torn · g7 vit torn · b5 svart löpare · e1 vit kung | d8 svart kung · h8 vit torn · g7 vit torn · b5 svart löpare · e1 vit kung | d8 svart kung · h8 vit torn · g7 vit torn · b5 svart löpare · e1 vit kung | d8 svart kung · h8 vit torn · g7 vit torn · b5 svart löpare · e1 vit kung | 1 |
|   | a                                                                         | b                                                                         | c                                                                         | d                                                                         | e                                                                         | f                                                                         | g                                                                         | h                                                                         |   |